# Дзвони (фільм, 1913)
«Дзвони» (англ. The Bells) — американський короткометражний фільм жахів режисера Оскара Апфеля 1913 року.

## У ролях
- Едвард П. Салліван — Матіас
- Ірвінг Каммінгс — Крістіан
- Гертруда Робінсон — Аннетт
- Джордж Сігман — Волтер
- Вілбур Гадсон — Ганс
- Джеймс Ешлі — гіпнотизер
- Ірвінг Льюїс — польський єврей
- Сью Бальфур — Кетрін
- Марджері Вілер — Созел
- Ірен Гоулі